# Língua kewa
Kewa é um língua Engana das Terras Altas do Sul de Papua-Nova Guiné.

## Kewa pandanus
Kewa tem uma própria língua pandanus amplamente documentada, a qual é usada somente na floresta durante a colheita das nozes karuka. A gramática é bem regularizada e o vocabulário é restrito, com cerca de mil palavras que diferem da linguagem normal. A língua foi descrita pela primeira vez por Karl J. Franklin em 1972.
As palavras de registro de Pandanus têm um escopo semântico mais amplo. Por exemplo, yoyô, uma reduplicação de yo 'folha', refere-se a cabelos, ouvidos, seios e escroto, todas as coisas que pendem do corpo como folhas de pandanus pendem da árvore. 'Palaa', 'membro' (coxa ou galho) é usado para qualquer referência a árvores, incluindo raiz, lenha e fogo. (Mesmo em Kewa normal, "repena" significa "árvore" e "fogo".) "Maeye" ou "louco" refere-se a qualquer animal não humano, exceto cães. Contrasta com o mundo racional dos seres humanos.
Muitas palavras são cunhadas da morfologia de Kewa, mas têm significados idiossincráticos na floresta.  Aayagopa , de  aa  'homem',  yago  'companheiro' e  pa  'fazer, fazer' refere-se a homem, joelho, pele e pescoço. Muitas frases idiossincráticas são então construídas sobre essa palavra. Por exemplo,  ni madi aayagopa-si  (eu carrego homem –diminutivo) significa "meu pai".
A gramática também foi simplificada. A morfologia de ligações na frases é perdida e substituída pela simples justaposição das frases. No padrão Kewa, existem dois conjuntos de terminações verbais, uma indicando ações realizadas para o benefício do falante. Esse conjunto está ausente no idioma pandanus. A outra inflexão difere um pouco. Por exemplo, as formas de 'ser' são:
|           | Kewa Normal | Kewa Normal | Kewa Normal | Pandanus       | Pandanus     | Pandanus          |
| Singular  | Dual        | Plural      | Singular    | Dual           | Plural       |                   |
| --------- | ----------- | ----------- | ----------- | -------------- | ------------ | ----------------- |
| 1ª pessoa | ni pi       | saa pipa    | niaa pima   | ni mupi        | saa mupapana | niaa mupapana     |
| 2ª pessoa | ne pi       |             |             | ne mupa        |              |                   |
| 3º pessoa | nipu pia    |             | nimu pimi   | aayagopa mupia |              | aayagopanu pupipa |

(O -nu em aayagopanu é um sufixo de coletivos.)